# 53ª Brigata meccanizzata "Principe Vladimir Monomaco"
La 53ª Brigata meccanizzata autonoma "Principe Volodymyr Monomaco" (in ucraino 53-тя окрема механізована бригада імені князя Володимира Мономаха?, 53-tja okrema mechanizovana bryhada imeni knjazja Volodymyra Monomacha, unità militare А0536) è un'unità di fanteria meccanizzata delle Forze terrestri ucraine, subordinata al Comando operativo "Est" e con base a Sjevjerodonec'k e Lysyčans'k.

## Storia
La brigata venne creata nell'autunno 2014 nel villaggio di Nova Ljubomirka, nell'oblast' di Rivne, a partire da battaglioni di difesa territoriale e altre unità trasferite dalla 17ª Brigata corazzata e dalla 24ª Brigata meccanizzata. Fra la fine del 2014 e l'inizio del 2015 venne schierata nelle regioni di Luhans'k e Donec'k, combattendo nell'ambito della guerra del Donbass. Nel 2016 le venne aggregato il 24º Battaglione d'assalto "Ajdar", andato a sostituire il terzo battaglione meccanizzato trasferito alla 10ª Brigata d'assalto da montagna come 108º Battaglione da montagna. Il 23 luglio 2016 il ministro della difesa ucraino Stepan Poltorak ha annunciato che il vicecomandante della brigata era stato degradato e congedato per aver venduto armi e munizioni. Fra aprile e ottobre 2017 è stata schierata presso la cittadina di Svitlodars'k, prima di passare un periodo di riposo a Čerkasy. Da marzo 2018 è stata nuovamente dispiegata lungo il fiume Donec, mentre nel 2019 ha combattuto presso Horlivka. Il 6 maggio 2020 la brigata è stata ufficialmente dedicata a Vladimir II Monomaco, Granduca di Kiev fra il 1113 e il 1125.

### Guerra russo-ucraina
Allo scoppio dell'invasione russa dell'Ucraina il 24 febbraio 2022 la brigata si trovava schierata sulla linea del fronte al confine con l'autoproclamata Repubblica Popolare di Doneck, in linea con la 54ª Brigata meccanizzata, ed è stata interessata da combattimenti fin dalle prime fasi della guerra, prendendo parte alla dura battaglia di Volnovacha insieme a elementi della Guardia nazionale e del Reggimento Azov contro le truppe separatiste che assaltavano la città. Successivamente è rimasta a difesa degli insediamenti chiave di Vuhledar e Velyka Novosilka, al confine fra l'oblast' di Donec'k e quello di Zaporižžja, per diversi mesi, infliggendo pesanti danni alle unità russe nel corso di contrattacchi locali durante le prime fasi della battaglia di Vuhledar. Alla fine di luglio è stata temporaneamente ritirata dalla prima linea per ripristinare la capacità operativa dopo le perdite subite, venendo sostituita dalla 68ª Brigata cacciatori.
Ritornata al fronte in agosto presso la cittadina di Mar"ïnka, in autunno è stata trasferita nell'area di Bachmut, divenuto principale obiettivo delle operazioni russe in Ucraina. Difendendo i sobborghi a sud della città fra il 13 e il 15 dicembre ha respinto un assalto in forze del Gruppo Wagner, infliggendo pesanti perdite ai russi. Nel gennaio 2023 è stata costretta ad arretrare verso Ivanivs'ke in seguito agli avanzamenti nemici a sud di Bachmut. Successivamente è stata schierata ad Avdiïvka insieme alla 36ª Brigata fanteria di marina e alla 110ª Brigata meccanizzata. Il Battaglione "Ajdar" è invece rimasto nell'area di Bachmut, venendo trasferito alle dipendenze della 5ª Brigata d'assalto il 24 febbraio. Dopo aver trascorso diversi mesi in difesa della roccaforte di Avdiïvka, a settembre la brigata ha condotto un attacco in direzione del villaggio di Opytne a sud della città, infliggendo perdite al 287º e al 1439º Reggimento della 1ª Brigata fucilieri motorizzata prima dell'arrivo di numerosi rinforzi russi a stabilizzare la situazione. A metà ottobre è stata investita dall'imponente offensiva russa volta a circondare Avdiïvka, riuscendo però a respingere gli assalti condotti dalla 55ª Brigata fucilieri motorizzata da montagna russa e altre due brigate della Repubblica Popolare di Doneck. Ha mantenuto la difesa fino a febbraio 2024, quando l'accelerazione dell'avanzata russa, causata soprattutto dalla scarsità di munizioni da parte ucraina, ha portato alla caduta di Avdiïvka e alla conseguente ritirata della brigata verso una nuova linea difensiva a ovest della città.
Alla fine di luglio è stata schierata nel settore di Torec'k per rinforzare la 41ª Brigata meccanizzata, messa in difficoltà dalla crescente pressione russa. All'inizio di agosto ha comunque dovuto cedere terreno alla 9ª Brigata fucilieri motorizzata, che ha raggiunto la parte occidentale di N'ju-Jork. Pochi giorni dopo un contrattacco locale ha riconquistato le posizioni perse nel centro cittadino. Nel mese di agosto le forze russe hanno continuato ad avanzare, ma all'inizio di settembre la brigata, supportata da elementi della 12ª Brigata operazioni speciali "Azov", ha effettuato con successo un contrattacco e liberato la parte nord dell'insediamento. Nei giorni successivi gli assalti russi ai fianchi sono stati respinti e il 2º Battaglione della brigata è riuscito a riconquistare il centro del villaggio. Tuttavia nelle settimane seguenti le forze russe sono tornate ad avanzare, costringendo la brigata a ripiegare a nord dell'insediamento, che è stato quindi completamente occupato. Alla fine di novembre, contestualmente al cambio di comandante, la brigata ha subito un processo di riorganizzazione, ricevendo inoltre un nuovo stemma.

## Struttura
- Comando di brigata[33]
- 1º Battaglione meccanizzato
- 2º Battaglione meccanizzato
- 43º Battaglione fanteria motorizzata "Patriota" (Sjevjerodonec'k, unità militare А2026)[34]
- 1º Battaglione fucilieri
- 2º Battaglione fucilieri
- 3º Battaglione fucilieri (Dnipro, unità militare A7087)[35]
- Battaglione "Signum"
- Battaglione corazzato (T-72B e T-64BV)
- Battaglione sistemi senza pilota "Kara"[36]
  -  Unità droni "Pumba"[37]
- Gruppo d'artiglieria
  - Batteria acquisizione obiettivi
  - Battaglione artiglieria semovente (2S3 Akatsiya)
  - Battaglione artiglieria semovente (2S1 Gvozdika)
  - Battaglione artiglieria lanciarazzi (BM-21 Grad)
  - Battaglione artiglieria controcarri (MT-12 Rapira)
- Battaglione artiglieria missilistica contraerei (2K22 Tunguska)
- Battaglione genio
- Battaglione manutenzione
- Battaglione logistico
- Compagnia ricognizione (BRDM-2)
- Compagnia cecchini
- Compagnia guerra elettronica
- Compagnia comunicazioni
- Compagnia radar
- Compagnia difesa NBC
- Compagnia medica

## Simboli
Lo stemma della brigata rappresenta il sigillo di Vladimir II di Kiev, a cui l'unità è intitolata, sovrano della Rus' di Kiev ed organizzatore di campagne militari contro gli invasori Cumani. Il suo simbolo si trova per esempio sui laterizi della Cattedrale del Santissimo Salvatore di Černihiv, la più antica della riva sinistra ucraina. Il motto della brigata, "Non cedete le armi" (in ucraino Оружжя не знімайте?, Oružžja ne znimajte), è una citazione proveniente da "Insegnamenti di Vladimir Monomaco", manoscritto ucraino del 1117.

## Comandanti
- Colonnello Volodymyr Zabolotnyj (2014 - 2015)[39]
- Colonnello Oleksandr Hruzevyč (2015 - 2019)[40]
- Colonnello Andrij Poljakov (2019 - 2020)[41]
- Colonnello Dmytro Titenko (2020 - 2023)[42]
- Colonnello Serhij Kosovan (2023 - marzo 2024)[43]
- Colonnello Anatolij Kozel (marzo 2024 - settembre 2024)[25]
- Colonnello Oleksandr Sak (settembre 2024 - maggio 2025)[44]
- Tenente colonnello Andrij Kolodjažnyj (maggio 2025 - in carica)[45]